# Cabinet étrusque de Racconigi
Le Cabinet étrusque de Racconigi est le nom donné à l'un des salons privés du château de Racconigi, de « style étrusque », dans le Piémont en Italie.
Résidence de la maison Piémont-Sardaigne, ce salon privé, cabinet de travail, situé au second étage de l'édifice, chef-d'œuvre de Palagi, comprend une bibliothèque et des peintures d'inspiration grecques et étrusques, ce qui donne son nom à ce cabinet de curiosités qui céda à la mode de l'étruscomanie et des découvertes archéologiques nouvelles du XIXe siècle.
Sur la voûte sont reproduites les fresques de la Tombe du Baron et de la Tombe des Cavaliers de la nécropole de Monterozzi découvertes en 1827.
Sur les panneaux des portes, les divinités de l'Olympe sont représentées en marqueterie de bois de Gabriele Capello.
D'autres objets d'inspiration étrusque émaillent la pièce : des  vases sur des bases de colonnes, des sièges curules… 
Une des colonnes et un panneau de porte ont été présentés en 1851 à l'Exposition universelle de Londres, au Crystal Palace.